# São Roque do Faial
São Roque do Faial es una freguesia portuguesa del concelho de Santana (Madeira), con  km² de superficie y  habitantes (2001). Su densidad de población es de 58,3 hab/km².